# Ixora sabangensis
Ixora sabangensis är en måreväxtart som beskrevs av Cornelis Eliza Bertus Bremekamp. Ixora sabangensis ingår i släktet Ixora och familjen måreväxter. Inga underarter finns listade i Catalogue of Life.